# Макет залізниці

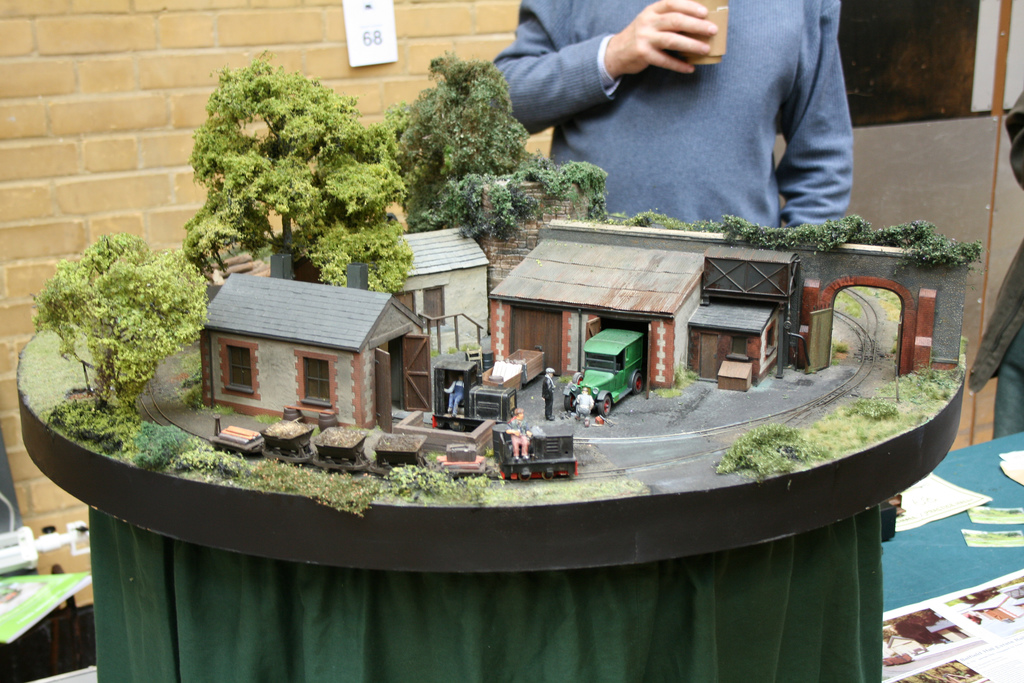

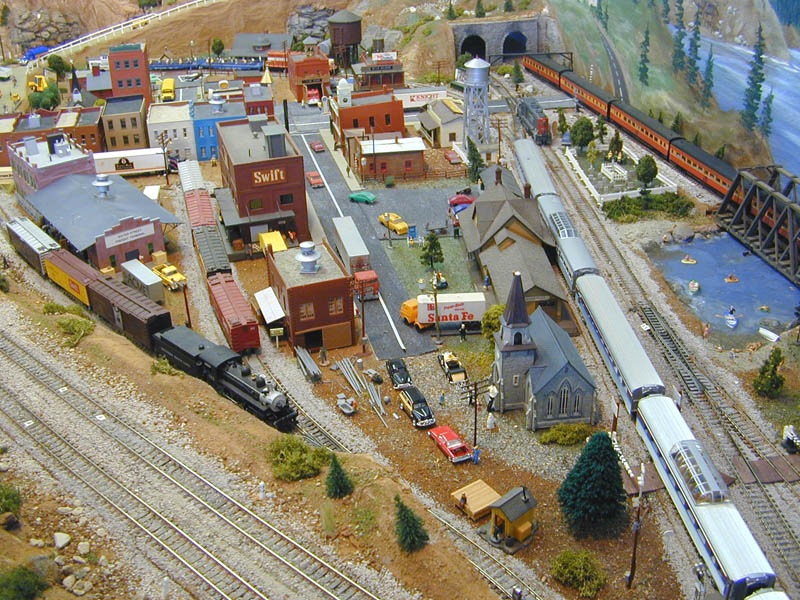

Макет залізниці — макет, відтворює об'єкти залізниці в мініатюрі. Макет може містити модель залізничної станції, частини перегону, під'їзних шляхів, локомотивного або вагонного депо. Створення макетів залізниці — предмет залізничного моделізму.
Всі об'єкти на макеті виконуються в одному типорозмірі [Архівовано 21 січня 2020 у Wayback Machine.] (за винятком випадків створення штучної перспективи).
Модельні залізниці, виконані у великих масштабах (зазвичай — 1:32 і більше) і розташовані поза будівлями, відносять не до макетів, а до садових залізниць.